# Jürgen Ellwanger
Jürgen Ellwanger (* 1940 in Weyhe-Lahausen) ist ein deutscher Archivar und Heimatforscher.

## Leben
Ellwanger studierte Schiffsbau an der TU Hannover. Anschließend arbeitete er bei den Howaldtswerken Kiel (1966–1969), dann bis 1973 als wissenschaftlicher Mitarbeiter mit Lehrauftrag Schiffsfertigung an der TU Berlin. Im Jahr 1973 wurde er promoviert. Anschließend arbeitete er bis 1976 bei der AG Weser, danach bei Krupp in Essen und Rheinhausen, von 1986 bis 1990 bei MBB Hoykenkamp Marinetechnik und bis 1996 bei Aircraft Service Center Lemwerder.
Von 1998 bis 2014 war er Leiter des Samtgemeindearchivs in Harpstedt im niedersächsischen Landkreis Oldenburg.

## Schriften
- Untersuchung zu Produktionsanlagen und Fertigungsmethoden für die Montage sehr grosser Tankschiffe. Hochschulschrift. Technische Universität Berlin (West), Fachbereich 12 – Verkehrswesen, 1973 (Dissertation)
- Schwierige Zeiten. Harpstedt zwischen Kriegsende und Währungsreform. Hrsg.: Gemeinde Harpstedt, Harpstedt 2002, 240 S.
- 12 Jahre. Harpstedt im Nationalsozialismus. Hrsg.: Gemeinde Harpstedt, Harpstedt 2006, 224 S. m. zahlr. Abb.; ISBN 3-00-020063-0
- mit Timo Kracke: Ortsfamilienbuch Harpstedt. 2010
- Gott der Herr ist Sonne und Schild. Die Geschichte des Baus der Christuskirche in Harpstedt. Hrsg.: ev.-luth. Kirchengemeinde Harpstedt, Harpstedt 2004, 63 S.[1]